# اچ‌ام‌ان‌زداس موآ (پی۳۵۵۳)
اچ‌ام‌ان‌زداس موآ (پی۳۵۵۳) (به انگلیسی: HMNZS Moa (P3553)) یک کشتی بود که طول آن 27 metres بود.